# Eugène Casimir Lebreton
Pour les articles homonymes, voir Lebreton.
Eugène Casimir Lebreton (né le 18 janvier 1791 à Saint-Omer et mort le 4 mars 1876 à Paris) est un militaire et homme politique français.

## Biographie
Eugène Casimir Lebreton est le troisième fils d'un laboureur : ses parents s'installent à Luigny alors qu'il a quatre ou cinq ans.
Le général se marie deux fois avec des femmes de la bonne société :
- Sa première épouse, Anne-Eliza Taylor (1793-1858), anglaise, est la fille d'un très gros propriétaire du Yorkshire : il en a une fille, Elisa (1834-1879), qui a une liaison épistolaire avec Alfred de Vigny, de 1855 à 1857, avant de se marier avec Félix Douay (1816-1879), général de brigade, dont postérité ;
- la deuxième, Angélique Célestine Augusta (1815-1889), qu'il épouse en 1865, fille du général baron Desvaux de Saint-Maurice (1775-1815) et de Céleste Charlotte Souverbie (1794-1860), est veuve de Gustav Ludwig Vogel von Schreiber (1808-1864), chambellan et conseiller de légation du prince de Schwarzburg-Sondershausen.

Mort le 4 mars 1876 à Paris, le général Lebreton est inhumé à Luigny, commune du Perche dont il fut maire et où il possédait une belle propriété à la Chauverie. L'école du village est baptisée en son hommage.
Sa tombe, initialement accolée à l'église, a aujourd'hui été déplacée dans le cimetière municipal.

## Carrière militaire
Le 20 juin 1813, il s'enrôle comme volontaire au 2e régiment des gardes d'honneur nouvellement créé, où, le 10 novembre 1813, il obtient le grade de brigadier. Il fait avec ce grade les campagnes de Saxe (1813) et de France (1814) dans les armées impériales.
Garde dans les gardes du corps du Roi au camp de Noailles, il rejoint l'Empereur à son retour de l'île d'Elbe et assiste à la bataille de Waterloo.
Il reste dans l'armée à la seconde Restauration, et devient, en 1828, capitaine-rapporteur au conseil de guerre de Paris.
Nommé chef de bataillon au 53e de ligne en 1830, il est pendant quelque temps chargé de surveiller les menées légitimistes en Vendée et en Bretagne.
Envoyé en Afrique en 1836, il est le premier commandant de Mascara, l’ancienne capitale de l’émir Abd el-Kader. De retour en France, il est appelé, en 1846, au commandement en second et à la direction des études au collège militaire de la Flèche.
Nommé colonel du 22e de ligne en 1840, il va rejoindre son régiment pour l'Algérie, et le dirige dans les expéditions de 1841 à 1846, prenant part aux différentes campagnes dont la colonie française était alors le théâtre.
Il est promu général de brigade le 23 novembre 1847 puis général de division le 28 décembre 1852.
Il est à la retraite le 14 juin 1853.

## Carrière politique

### Candidat malheureux aux élections législatives d'août 1846

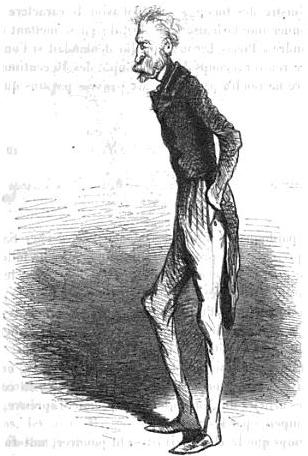
Caricature par Cham, Assemblée nationale comique, Auguste Lireux, Éd. Michel Lévy Frères, Paris, 1850.

Désireux, dès 1846, d’aller défendre également son pays à la Chambre des députés, il se présenta aux élections du collège de Nogent-le-Rotrou. Sa candidature ayant échoué devant les efforts de l’administration déchue, ses amis reportèrent leurs suffrages sur le général Subervie, qui fut élu.

### Membre de l'Assemblée constituante (mai 1848 - mai 1849)
Il fut élu, le 23 avril 1848, représentant d'Eure-et-Loir à l'Assemblée constituante, le 5e sur 7. Les ouvriers nogentais, ses compatriotes, avaient, à cette occasion, envoyé à tous leurs camarades du département une adresse pour leur recommander cette candidature à laquelle ils tenaient beaucoup.
Il siégea au comité de la guerre et vota en général avec la majorité de la Constituante :
- contre le bannissement de la famille d'Orléans,
- pour les poursuites contre Louis Blanc et Caussidière,
- contre l'abolition de la peine de mort,
- contre l'impôt progressif,
- contre la sanction de la Constitution par le peuple,
- pour l'ensemble de la Constitution,
- pour la proposition Rateau ;
- pour l'interdiction des clubs ;
- contre la demande de mise en accusation du président et des ministres.

Le général Lebreton prit plusieurs fois la parole à la Constituante. Il releva avec énergie la qualification de « hochet », donné un peu trop légèrement à la Légion d'honneur par un général de la garde nationale de cette époque. Il demanda que les officiers, sous-officiers et soldats, en possession d'une retraite, pussent la cumuler avec un emploi civil.
Il avait demandé (23 juin 1848) que l'Assemblée choisit quelques-uns de ses membres pour se rendre au milieu des troupes « afin de leur prêter le secours de leur autorité morale », et que l'on appelât de province les renforts nécessaires. Cette proposition, combattue par le général Leidet[réf. nécessaire], ne fut pas prise en considération, mais l'avis du général Lebreton fut suivi par bon nombre de représentants.
Il combattit l'insurrection de juin, et dirigea en personne l'attaque du clos Saint-Lazare, une des forteresses les plus redoutables de l'insurrection. Il fut ensuite nommé questeur dans la garde de l’Assemblée, en remplacement du général Négrier, tué lors des événements.

### Membre de l'Assemblée nationale législative (mai 1849 - décembre 1851)
Réélu à la Législative, le 13 mai 1849, par le même département, le 1er sur 6, il se rallia à la politique napoléonienne et vota avec la majorité.
Il fut nommé Grand officier de la Légion d'honneur le 13 juin 1850.
Le 2 décembre 1851, il est le seul des questeurs à adhérer au coup d'État de Louis Napoléon Bonaparte.

### Membre du Corps législatif (septembre 1853 - septembre 1870)
Il fut élu député au Corps législatif comme candidat officiel dans la 3e circonscription de la Vendée, le 4 septembre 1853, en remplacement de M. Bouhier de l'Écluse démissionnaire puis réélu le 21 juin 1857.
Il fut ensuite élu député dans la 2e circonscription d'Eure-et-Loir, le 31 mai 1863, contre M. Henri Bosselet et M. Vingtain,, et, le 24 mai 1869, contre à M. Bosselet et M. Vingtain. Questeur du Corps législatif, il vota quelquefois avec le parti libéral.

### Représentant en Eure-et-Loir
Eugène Casimir Lebreton fut :
- Conseiller d'arrondissement du canton d'Authon-du-Perche de 1842 à 1848.
- Conseiller général du canton de Nogent-le-Rotrou de 1848 à 1871;
- Président du Conseil général d'Eure-et-Loir pendant 20 ans[4] ;
- Maire de Luigny (nommé par le préfet les 11 septembre 1870, 7 mai 1871, et 28 juin 1874)[4],[20].

## Anecdote
Le général Lebreton avait ramené de la campagne de Kabylie une lionne dénommée "Sultane" qu'il fallut un jour abattre parce qu'elle avait mordu un domestique. Perdant son sang dans la neige à la Chauverie, la lionne continua à lécher la main du général qui venait de lui tirer un coup de pistolet.

## États de service
- 20 juin 1813 : enrôlé comme volontaire au 2e régiment des gardes d'honneur ;
- 10 novembre 1813 : brigadier au 2e régiment des gardes d'honneur ;
- 23 octobre 1815 : sous-lieutenant au 5e régiment d'infanterie de la Garde royale ;
- 5 juin 1816 : lieutenant dans le même régiment ;
- 15 juin 1816 : capitaine de la ligne dans le même régiment ;
- 8 juillet 1818 : capitaine à la légion  départementale du Puy-de-Dôme ;
- 22 novembre 1820 : capitaine au 6e régiment d'infanterie de la Garde royale ;
- 11 août 1830 : chef de bataillon, mis en solde de congé par suite du licenciement et breveté ;
- 27 décembre 1833 : chef de bataillon au 53e régiment d'infanterie de ligne ;
- 26 octobre 1835 : chef de bataillon mis à la disposition du gouverneur des possessions françaises dans le nord de l'Afrique ;
- 19 novembre 1835 : chef de bataillon au collège royal militaire de la Flèche ;
- 31 août 1836 : lieutenant-colonel au 36e régiment d'infanterie de ligne ;
- 27 septembre 1836 : commandant en second au collège royal militaire de la Flèche ;
- 15 mars 1838 : lieutenant-colonel au 65e régiment d'infanterie de ligne ;
- 26 novembre 1840 : colonel au 22e régiment d'infanterie de ligne ;
- 3 novembre 1847 : « maréchal de camp » puis « général de brigade » ;
- 3 novembre 1847 - juillet 1848 : mis en disponibilité ;
- juillet 1848 - 1er décembre 1851 : commandant du Palais de l'Assemblée Nationale ;
- 1er décembre 1851 - 15 janvier 1852 : mis en disponibilité ;
- 15 janvier 1852 - 18 octobre 1852 : commandant de la 8e subdivision (Eure-et-Loir) de la 1re division militaire ;
- 18 octobre 1852 - 28 décembre 1852 : commandant de la 2e subdivision (Morbihan) de la 16e division militaire ;
- 28 décembre 1852 : général de division ;
- 28 décembre 1852 - 3 juin 1854 : Mis en disponibilité ;
- 3 juin 1854 : admis en retraite	.

## Distinctions
- -  Grand officier de la Légion d'honneur (13 juin 1850)[21]
    - Commandeur (30 juin 1844)
    - Officier (25 février 1839)
    - Légionnaire (1er novembre 1814)